# توماس كلاي
توماس كلاي (بالإنجليزية: Thomas Clay)‏ (1 يناير 1892 - 1 يناير 1949) هو مدرب كرة قدم ولاعب كرة قدم بريطاني (وحمل سابقاً جنسية المملكة المتحدة لبريطانيا العظمى وأيرلندا) في مركز الظهير. لعب مع توتنهام هوتسبير وليستر سيتي.

## وصلات خارجية
- توماس كلاي على موقع قاعدة بيانات كرة القدم.إي يو (الإنجليزية)
- توماس كلاي على موقع ناشيونال فوتبول تيمز (الإنجليزية)